# Paddy Ryan

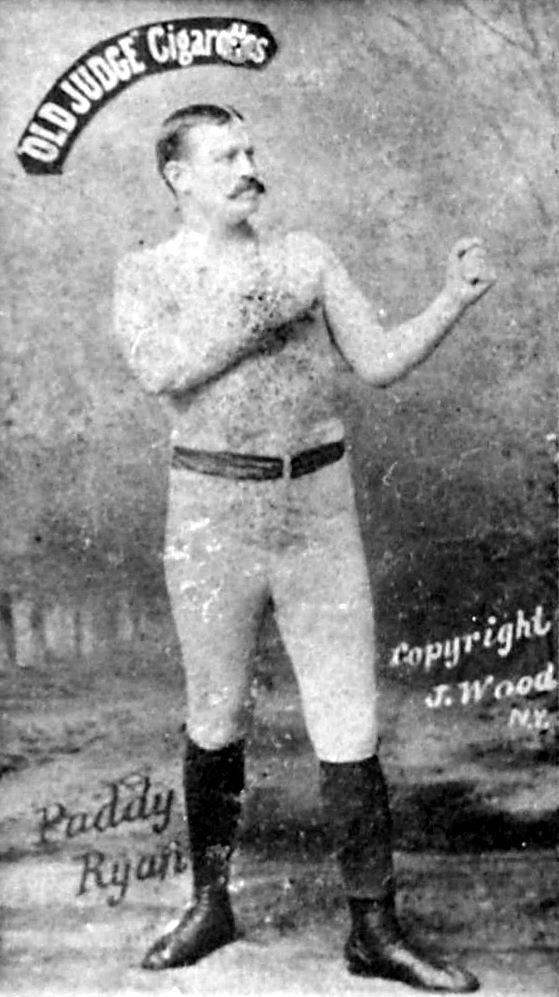
Paddy Ryan

Paddy Ryan (nacido el 15 de marzo de 1851 y fallecido el 14 de diciembre de 1900) fue un boxeador irlandés que llegó a ser el campeón mundial de los pesos pesados desde mayo de 1880 cuando le ganó el título a Joe Goss hasta el 7 de febrero de 1882 cuando perdió contra John L. Sullivan.
| Predecesor: Joe Goss | Campeón del mundo de los pesos pesados 1880–1882 | Sucesor: John L. Sullivan |

- Datos: Q2517571
- Multimedia: Paddy Ryan / Q2517571